# Waga

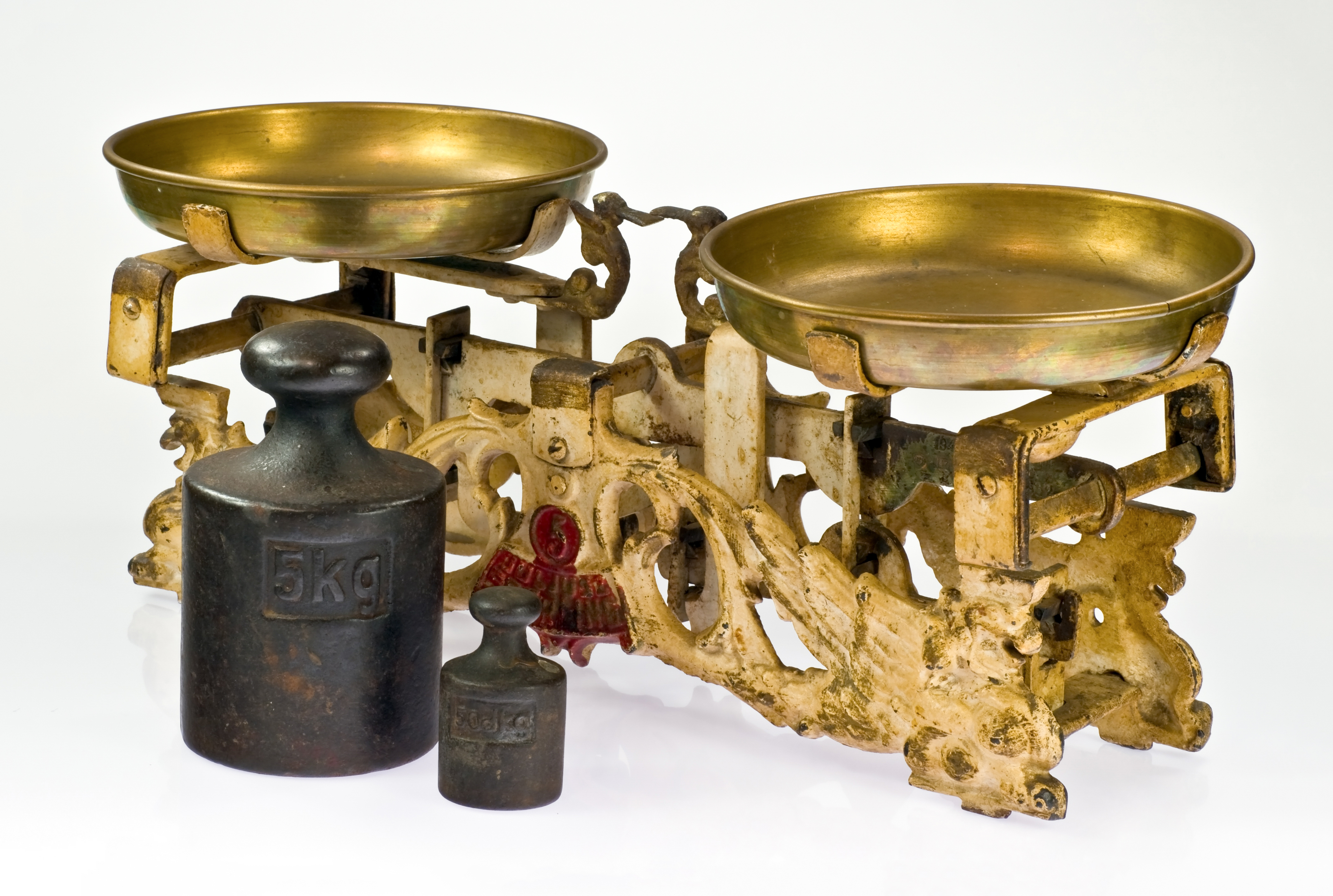
Waga kuchenna z odważnikami

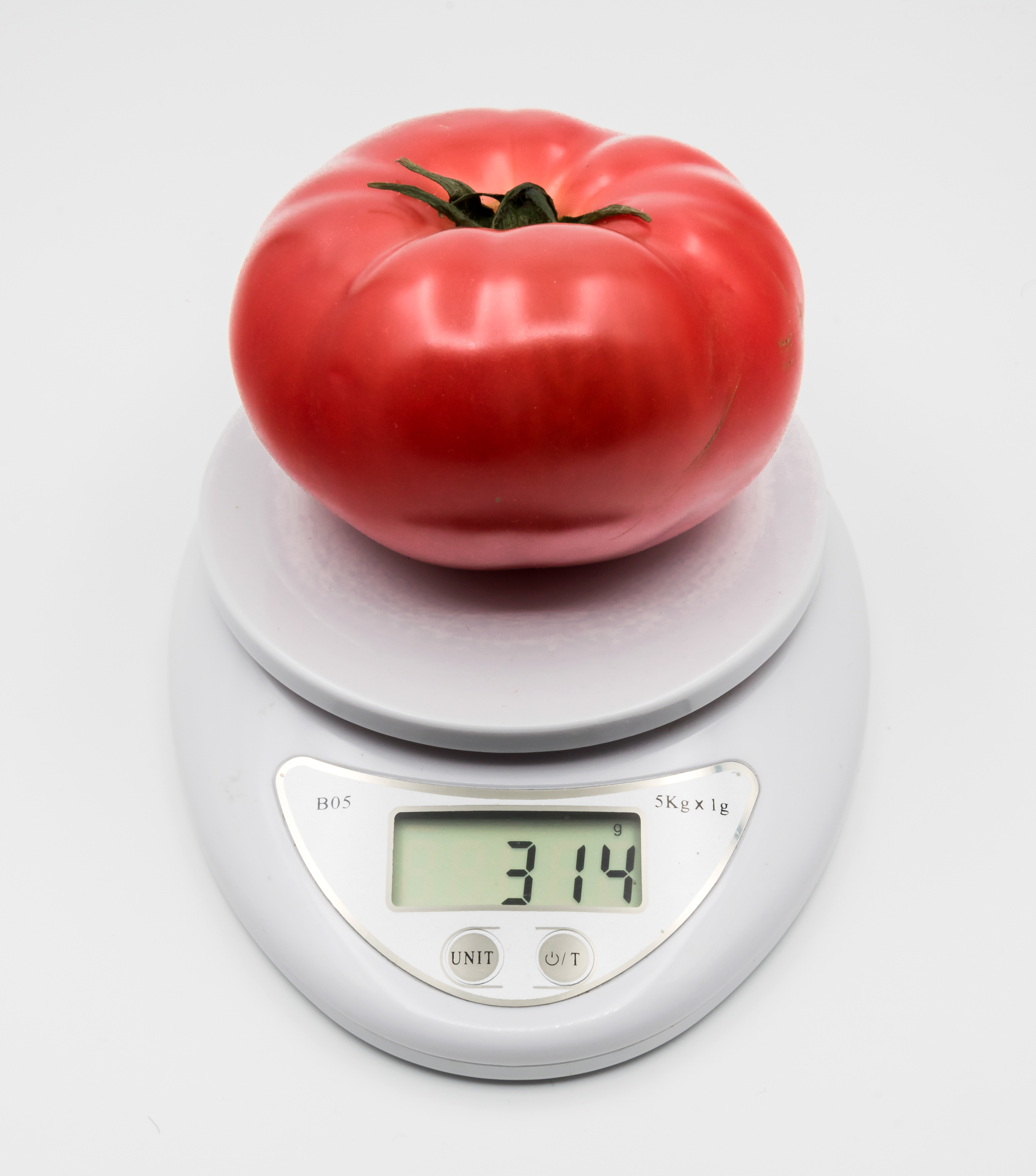
Kuchenna waga elektroniczna

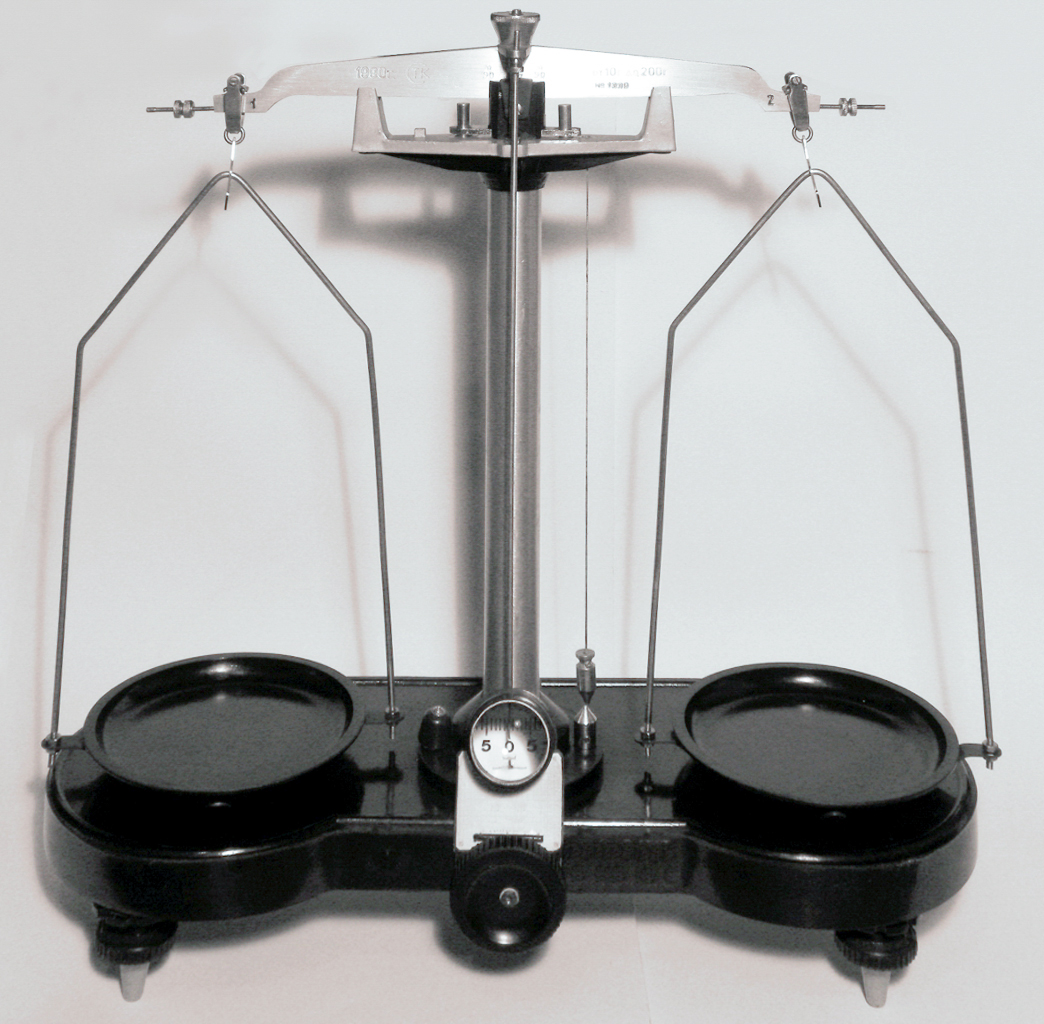
Waga laboratoryjna starego typu

Waga – przyrząd do wyznaczania masy ciał z użyciem siły ciążenia. Działa na zasadzie równoważenia sił lub wykorzystania zjawisk fizycznych. W prostej wadze szalkowej jedną z sił jest ciężar ciała o mierzonej masie, drugą – ciężar odważników lub inna wyskalowana siła.
Z uwagi na konstrukcję rozróżnia się m.in. wagi dźwigniowe, sprężynowe, elektryczne, elektroniczne.
Konstrukcja i dokładność pomiaru masy jest zależna od przeznaczenia wagi. Do najczęściej spotykanych można zaliczyć:
- wagę kuchenną – umożliwia pomiar masy danego produktu z uwzględnieniem masy opakowania – tary
- wagę sklepową – w wersji elektronicznej umożliwia ona równoczesne określenie kosztu ważonego towaru, często jest sprzężona z kasą fiskalną, tego rodzaju wagi podlegają kontroli prawnej ze względu na ochronę praw konsumenta
- wagę sprężynową – np. wędkarską
- wagę samochodową – często montowaną w jezdni, do ważenia pojazdów, określania nacisku oś
- wagę laboratoryjną
- wagi przemysłowe – często automatyczne wagi elektroniczne stosowane przy dozowaniu i pomiarze produktów masowych
- wagę osobową – stosowaną do kontroli ciężaru ciała osób (np. w celach medycznych, sportowych).

W laboratoriach używa się różnej konstrukcji wag precyzyjnych. Współcześnie, najbardziej rozpowszechnione laboratoryjne wagi elektroniczne działają poprzez pomiar kąta skręcenia włókna kwarcowego i są tłumione mechanicznie albo pneumatycznie, aby przyspieszyć pomiar.
Podział wag laboratoryjnych ze względu na dokładność i nośność:
- techniczna – dokładność do 100 mg, nośność do 10 kg.
- analityczna – dokładność do 10 mg, nośność do 1 kg
- półmikroanalityczna – dokładność do 1 mg, nośność do 1 kg
- mikroanalityczna – dokładność do 100 μg, nośność do 100 g.
- ultramikroanalityczna – dokładność do 10 μg lub wyżej – nośność rzędu do 10 g.

## Historia

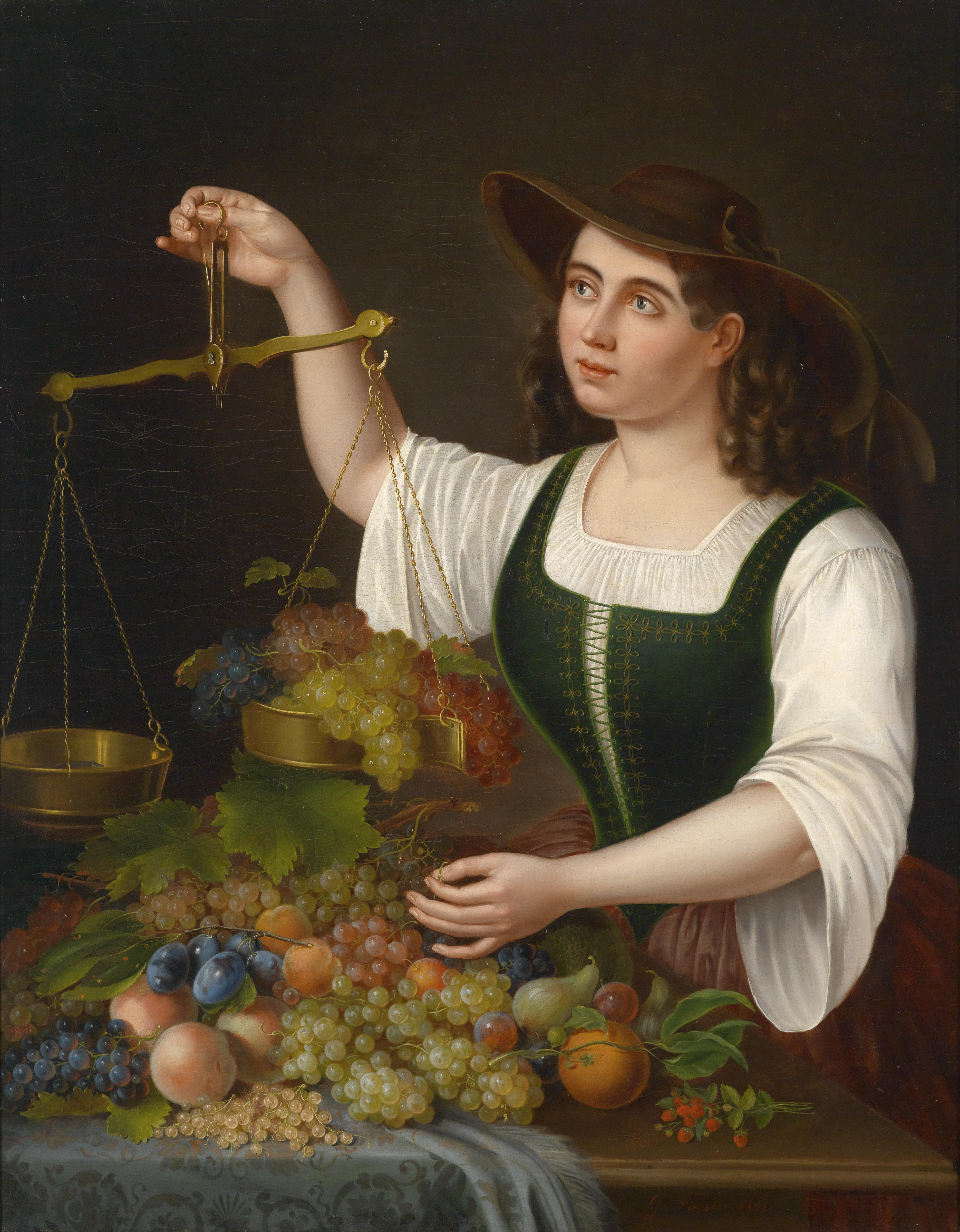
Młoda przekupka ważąca owoce na wadze szalkowej, obraz pędzla George’a Forstera, 1861

Jednymi z pierwszych wag, znanych już w starożytności, były wagi szalkowe. W 1945 roku szwajcarski wynalazca dr Erhard Mettler skonstruował pierwszą wagę jednoszalkową.
Waga w starożytnej Grecji miała wiele znaczeń. Oznaczała między innymi bezstronność w osądach, wagę cudzego grzechu oraz w wypadku sądzenia dwóch osób kto jest winny. Szala przechylała się po stronie winnego co świadczyło o jego większej winie w danym występku.